# Нио (волость)
Ни́о (ест. Nõo vald) — волость в Естонії, адміністративна одиниця самоврядування в повіті Тартумаа.

## Географічні дані
Площа волості — 170 км2, чисельність населення на 1 січня 2017 року становила 4109 осіб.

## Населені пункти
Адміністративний центр — селище Нио (Nõo alevik).
На території волості розташовані:
2 селища (alevik): Нио, Тиравере (Tõravere);
20 сіл (küla):
Айамаа (Aiamaa), Алтмяе (Altmäe), Віссі (Vissi), Войка (Voika), Енно (Enno), Етсасте (Etsaste), Іллі (Illi), Кеері (Keeri), Кетнері (Ketneri), Колґа (Kolga), Кяені (Kääni), Лаґуя (Laguja), Луке (Luke), Меері (Meeri), Ниґіару (Nõgiaru),  Сассі (Sassi), Тамса (Tamsa), Уніпіга (Unipiha), Уута (Uuta), Ярісте (Järiste).

## Історія
11 липня 1991 року Ниоська сільська рада була перетворена у волость зі статусом самоврядування.

## Муніципалітети-побратими
- Лімінка, Фінляндія (1991)[3]
- Війтасаарі, Фінляндія (1991)[3]